# Trận Hán Trung (495)
Trận Hán Trung (chữ Hán: 汉中之战, Hán Trung chi chiến) là cuộc chiến tranh đánh chiếm khu vực Hán Trung của nhà Nam Tề, do đại tướng nhà Bắc Ngụy là Thác Bạt Anh tiến hành vào năm 495, thời Nam Bắc triều trong lịch sử Trung Quốc.

## Bối cảnh
Năm Thái Hòa thứ 19 nhà Bắc Ngụy, tức năm Kiến Vũ thứ 2 nhà Nam Tề (495), vào lúc Bắc Ngụy Hiếu Văn đế soái quân tiến đánh Chung Li , Cừu Trì trấn đô đại tướng, Lương Châu thứ sử Thác Bạt Anh cũng nhận lệnh cùng Bình Nam tướng quân Lưu Tảo tiến đánh Hán Trung.

## Diễn biến
Thác Bạt Anh từ Tự Thủy  tiến đánh Hán Trung, Lương Châu thứ sử Tiêu Ý nhà Nam Tề phái bọn bộ tướng Doãn Thiệu Tổ, Lương Quý Quần lĩnh 2 vạn quân chiếm nơi hiểm yếu, men núi lập 5 dãy công sự, ở trên cao nhìn xuống, chống lại quân Ngụy.
Thác Bạt Anh nhận xét: "Họ dùng bọn tiện dân, khó lòng khống chế, đông mà ô hợp, chẳng theo hiệu lệnh. Nếu tuyển quân tinh nhuệ, đánh lấy 1 doanh, họ không đến cứu, ta thắng chắc vậy. Hạ được 1 doanh, 4 doanh còn lại sẽ tự bỏ chạy." Quân Ngụy theo đó phát động tấn công, quả nhiên quân Tềđại bại, bắt được bộ hạ của Lương Quý Quần 700 người, giết hơn 3000 người. Thác Bạt Anh thừa thắng tiến quân, đến dưới thành Nam Trịnh . Nhất thời quan dân Hán Xuyên đều đến quy phụ . Trăm họ Lương Châu là bọn Lý Thiên Cán đến hàng, Thác Bạt Anh lấy lễ quốc sĩ mà đãi.
Sau khi Tiêu Ý được tin, bèn phái bộ tướng Khương Tu phản công. Đến chiều, Thác Bạt Anh soái quân tiến đánh, giết quân Tề rất nhiều, Khương Tu càng đánh càng bại, toàn quân bị tiêu diệt. Khương Tu cầu viện Tiêu Ý, Thác Bạt Anh cũng đưa 1000 kỵ binh theo đường nhỏ đến tăng viện cho quân Ngụy, chưa đến nơi thì viện quân Tề đã lui. Thác Bạt Anh cho rằng nếu để quân Tề quay về thành thì sau này sẽ là hậu hoạn, phái thống quân Thác Bạt Vĩ theo sau quân Tề, từ mình soái quân ngăn trước mặt, giáp đánh tiêu diệt toàn bộ quân Tề.
Vào lúc quân Ngụy thu về, Tiêu Ý lại phái 1 đội quân đến chiến trường. Quân Ngụy mỏi mệt, lại thêm địch đông ta ít, đều rất hoảng sợ, chuẩn bị bỏ trốn. Thác Bạt Anh thấy quân Tề đến đánh, cố ý thả lỏng cương ngựa mà đi chậm lại, thần sắc tỏ ra mệt mỏi. Sau đó ông lên chỗ cao, chỉ trỏ trỏ, ra vẻ đang bố trí trận thế, đợi các cánh quân đều đến thì chỉnh đốn lại hàng ngũ mà tiến lên. Tiêu Ý nghi nghi hoặc hoặc, chần chờ không tiến, Thác Bạt Anh thừa cơ xua quân phản kích, đánh cho quân Tề đại bại, sau đó bao vậy thành Nam Trịnh, Tiêu Ý đóng chặt cửa thành cố thủ.
Trước khi Thác Bạt Anh đến Nam Trịnh, Tiêu Ý phái quân chủ Phạm Khiết đưa 3000 quân thảo phạt người Lão, đến nay Phạm Khiết muốn quay về cứu viện, Thác Bạt Anh phái quân chủ Lý Bình Địch, Lý Thiết Kỵ liên hiệp với thổ dân Ba Tây, Tấn Thọ cắt đường về của Phạm Khiết. Phạm Khiết liều chết chiến đấu, đánh bại bọn Lý Bình Địch. Thác Bạt Anh đợi ông ta đến gần, tiến quân tiêu diệt toàn bộ.
Quân Ngụy vây thành Nam Trịnh vài chục ngày chưa hạ được, quân dân trong thành đều sợ hãi. Lục sự tham quân Dữu Vực đem mấy chục toàn kho vựa trống rỗng, che đậy cho kỹ, rồi chỉ cho tướng sĩ mà nói: "Đây đều là thóc lúa, đủ dùng trong 2 năm, các người cứ an tâm mà giữ thành." Mọi người mới an định trở lại.
Đúng lúc này, Ngụy đế hạ chiếu ban sư, Thác Bạt Anh mệnh cho những người già yếu đi trước, tự mình soái quân đội tinh nhuệ đi sau, còn phái người đến chỗ Tiêu Ý từ biệt. Tiêu Ý cho rằng đối phương lừa dối, không dám đuổi theo, quân Ngụy đi khỏi được 1 ngày mà Tiêu Ý vẫn còn đóng chặt cửa thành không dám ra.
2 ngày sau, Tiêu Ý mới phái quân đuổi theo, Thác Bạt Anh cùng binh sĩ xuống ngựa đón đánh, quân Tề không dám đến gần. Cứ như vậy suốt 4 ngày 4 đêm, quân Tề đành lui về, quân Ngụy rút lui an toàn.
Khi Thác Bạt Anh vào Tà Cốc, trời đổ mưa lớn, hành quân vô cùng gian khổ. Người Ngụy chặt tre chứa gạo, nổi lửa thổi cơm trên lưng ngựa.
Từ trước, Tiêu Ý đã phái người thuyết hàng các bộ tộc Đê ở Cừu Trì, vào lúc Thác Bạt Anh rút quân, người Đê bèn cắt đứt đường vận lương và đường về của quân Ngụy. Thác Bạt Anh soái quân hăng hái tác chiến, vừa đánh vừa lui. Thác Bạt Anh bị trúng tên, vì muốn ổn định lòng quân, nên không nói ra, quân Ngụy mới an toàn về đến Cừu Trì, sau đó tiến hành trấn áp các bộ tộc Đê.

## Đánh giá
Trận này, tướng Ngụy là Thác Bạt Anh mưu trí hơn người, mấy lần dùng trí đánh thắng quân Tề, đạt được mục đích tác chiến. Do quân Ngụy thất bại ở mặt trận chủ yếu là Chung Li, lại e ngại Thác Bạt Anh đơn độc vào sâu đất Tề, Hiếu Văn đế quyết định thu binh.
Quân Tề vì tăng viện không kịp, chủ tướng lại do dự không quyết, liên tiếp thất bại.